# Corus exiguus
Corus exiguus là một loài bọ cánh cứng trong họ Cerambycidae.